# David Sundin
David Kai Lennart Sundin, född 23 maj 1976 i Väderstad i Östergötlands län, är en svensk reklamman, programledare, komiker, skribent och producent.

## Biografi
David Sundin är uppvuxen i Gimo i Uppland. Han har arbetat i reklamvärlden och med humor, bland annat med Killinggängets Spermaharen (2001–2002) och 1000 Apor, "Sveriges största humorsajt" (2008–2009). Sundin drev humorbloggen Fantasinyheter och gav 2012 ut boken Fantasinyheter 2001–2012, med ett förord av Henrik Schyffert. Han har även haft en mängd olika roller inom TV-världen, som innehållsproducent för Sen kväll med Luuk och Roast på Berns, manusförfattare för Melodifestivalen och Welcome to Sweden samt programledare för Idrottsgalan, Kristallen, Melodifestivalen och Bäst i test.
Han är upphovspersonen till det återkommande intervjugreppet Döskalle & Mästerligt i Nöjesguiden.
2013 började han med standup och har uppträtt på RAW, Norra Brunn och Stockholm Comedy Club. 2014 kom Sundin på en andraplats i SM i ordvitsar.
Sundin långfilmsdebuterade 2020 i rollen som Dynamit-Harry i Tomas Alfredsons Se upp för Jönssonligan.

### Great Works
Sundin gick på mediegymnasiet Grafiskt Utbildningscenter i Uppsala och började då att skapa hemsidor. 1997 startade han sin första webbyrå, Speedway Digital Army, som sedan slogs ihop med två andra webbyråer och bildade Abel & Baker. Sedan dess har han fortsatt att driva företag inriktade på digitala annonslösningar samtidigt som han varit internetkreatör. 2002 startade han Great Works tillsammans med Ted Persson. Huvuddelen av Great Works såldes 2007 till det japanska noterade bolaget TYO Group. Efter att år 2011 ha gått med 3,5 miljoner i förlust köptes det tillbaka av ägarna följande år. Trots  att Great Works år 2012 hade en omsättning på 80 miljoner kronor och 51 anställda, var vinsten bara 59 000 kronor. 2014 sålde Sundin sin del av Great Works.

### TV
Sundin var inslagsproducent åt Filip och Fredrik på Öppna dagar 2003 och myntade då "Bra eller anus", Filip och Fredriks frågelek som även blev ett inslag i High Chaparall (2003–2008). Sedan 2017 är han tillsammans med Babben Larsson programledare för underhållningsprogrammet Bäst i test – först i SVT och senare i TV4. Han var programledare för Melodifestivalen 2020 tillsammans med Lina Hedlund och Linnea Henriksson. Han har även varit ”Sommarskuggan” i SVT:s Sommarlov 2020. Hösten 2020 var han programledare för det populärvetenskapliga programmet Framtiden runt hörnet på SVT, tillsammans med Emma Frans. Sundin vann Kristallen 2021 som årets manliga programledare.
Den 20 oktober 2023 fick Sundin hoppa in som Pär Lernströms programledarsidekick i Idol, då Lernströms ordinarie sidekick Amie Bramme Sey var hemma på grund av sjukdom. Detta var endast under den tredje veckofinalen av programmet.

### Författarskap
David Sundins barnboksdebut Boken som inte ville bli läst släpptes i september 2020 och blev den mest sålda barn- och ungdomsboken 2020. Boken vann Adlibrispriset 2020.

### Podcast
David Sundin är programledare för podcasten 80 Väldigt Goda Mackor Podcast tillsammans med Albin Olsson. Podcasten baseras på Lasse Kronérs bok 80 Väldigt goda mackor (2003, Wahlström och Widstrand) som, namnet till trots, innehåller recept på 79 mackor. Varje avsnitt av podcasten börjar med att David Sundin och Albin Olsson väljer ut en macka ur boken följt av momentet "vi går och handlar". Slutligen tillreder de mackan, äter den och ger betyget "väldigt god macka" eller "inte väldigt god macka".
Sundin var återkommande deltagare i podcasten Alla mina kamrater och programledare och producent för radioprogrammet och podcasten Fantasipanelen.

## Familj
David Sundin är sedan 2019 gift med Maria Sundin, född Ericson, och tillsammans har de en dotter och en son. Han har sedan tidigare en dotter tillsammans med Klara Doktorow.

## Verklistor

### Skådespelare
- 2014–2015 – Inte OK (TV-serie)
- 2016 – Mammor (TV-serie)
- 2018 – Andra åket (TV-serie)
- 2020 – Se upp för Jönssonligan
- 2021 – En hederlig jul med Knyckertz (TV-serie)
- 2021 – Sing 2 (röst)
- 2023 – Familjen Knyckertz och snutjakten

### Övrig TV-medverkan
- 2000 – panelmedlem i Kollo, ZTV[20]
- 2001 – innehållsproducent för humorinslag, Humorlabbet, SVT
- 2002 – head writer, Kenneth B Kenneth B, MTV
- 2003 – innehållsproducent för humorinslag, Sen kväll med Luuk, TV4
- 2004 – producent för Kokkaburra-TV i TV400
- 2005 – programledare/voiceover, Kungligt i Kanal 5
- 2009 – innehållsproducent för humorinslag Roast på Berns, Kanal 5
- 2010 – voiceover, Konferensresan, Kanal 5
- 2011 – producent för Telefonpiraterna i Kanal 5
- 2012 – bisittare i Schulman Show[21][22]
- 2013 – regisserade[23] och medverkade som skådespelare i Alex och Sigges sketchserie Jaharå!.[24]
- 2013 – medverkade i dokumentären Manouvers in the dark om skapandet av Noko Jeans.[25]
- 2014 – manusförfattare och skådespelare i Snowwatch, sketcher i Hasselhoff – en svensk talkshow, TV3.[26]
- 2014 – svarar på frågor i SVT Plays MVH.[27]
- 2015 – manusförfattare för Melodifestivalen 2015.
- 2015 – manusförfattare för Welcome to Sweden, säsong 2.
- 2016 – manusförfattare för Melodifestivalen 2016.
- 2016-2017 – voiceover, Ung och bortskämd, TV3.
- 2017–2025 – programledare för Bäst i test, SVT (2017-2023) och TV4 (2024-2025)
- 2017–2018 – medverkade i Släng dig i Brunnen, SVT.
- 2017–2018 – medverkade i Tror du jag ljuger, SVT.
- 2018 – Idrottsgalan (TV-serie)
- 2019 – programledare för Kristallen-galan
- 2019 – vann i par med Suzanne Axell frågesportprogrammet Alla mot alla med Filip och Fredrik[28]
- 2019 – Släng dig i  brunnen (TV-serie)
- 2020 – programledare för Melodifestivalen
- 2020 – Medverkade i Sommarlov som Sommarskuggan nr 5.
- 2020 – programledare för Framtiden runt hörnet
- 2021 – programledare för Guldbaggegalan 2021
- 2021 – Helt perfekt (TV-serie)
- 2022 – Bianca (TV-program)
- 2022 – programledare för Tolvslaget på Skansen
- 2023 – programledarvikarie i Idol 2023 (tredje veckofinalen)